# Лопес Санхуан, Игнасио
Хосе Игнасио Лопес Санхуан (исп. José Ignacio López Sanjuán; род. 1 апреля 1940) — испанский футболист и футбольный тренер. В бытность игроком выступал на позиции защитника.

## Карьера игрока
Санхуан родился в местечке Вильяобиспо-де-Отеро (провинция Леон, автономное сообщество Кастилия-Леон). Свою футбольную карьеру он начинал в клубе «Баскония». 6 ноября 1960 года Санхуан дебютировал в Сегунде, появившись на поле в победном (1:0) гостевом матче с «Террассой».
В 1962 году Санхуан перешел в клуб Ла Лиги «Реал Вальядолид». 14 апреля 1963 года он дебютировал в элите испанского футбола, отыграв все 90 минут в победном (2:1) домашнем матче с мадридским «Атлетико».
В Ла Лиге Санхуан провёл всего три игры и вернулся в Сегунду, став футболистом «Лангрео». В 1966 году он покинул этот клуб и впоследствии возобновил свою карьеру в Терсере, выступая за «Таррагону» и «Террассу».

## Тренерская карьера
Поработав помощником главного тренера в своём последнем клубе «Таррагона», Санхуан в 1973 году был назначен главным тренером «Винароса»". Впоследствии он вернулся в «Таррагону», возглавив её в 1976 году.
В июле 1977 года Санхуан был назначен главным тренером каталонской команды «Лерида». В 1981 году он вернулся в «Винарос» и в течение следующего продолжительного периода работал с командами Сегунды B и Терсеры: «Тортосой», «Культуралем Леонесой», «Эльденсе», «Полидепортиво Альмерией» и «Буррианой».
В мае 1990 года Санхуан был назначен главным тренером «Вильярреала», в то время выступавшего в Терсере. Он вывел этот клуб в Сегунду B с первой попытки, а в следующем сезоне «Вильярреал» под его руководством находился среди лидеров турнира. В конце марта 1992 года он оставил свой пост, а команда по итогам сезона сумела вернуться в Сегунда после 20-летнего отсутствия.
В сезоне 1996/1997 Санхуан возглавил команду Терсеры «Понферрадина», но в январе 1997 года был уволен.